# Campo Elías (Libertador)
Pour les articles homonymes, voir Campo Elías.
Campo Elías est l'une des deux paroisses civiles de la municipalité de Libertador dans l'État de Sucre au Venezuela. Sa capitale est Guayana.